# Louis Bourban
Louis Bourban (* 15. August 1917 in Nendaz; † 25. Februar 1999) war ein Schweizer Skilangläufer.

## Werdegang
Bourban, der für den SK Allalin Saas-Fee und das Grenzwachtkorps startete, nahm meist an Militärwettkämpfen teil und trat im Skilanglauf national erstmals bei den Schweizer Skimeisterschaften 1944 in Gstaad in Erscheinung, wo er den achten Platz über 18 km errang. In der Saison 1944/45 kam er bei den Schweizer Meisterschaften 1945 auf den vierten Platz über 50 km und bei den Winterarmeemeisterschaften in Montana auf den dritten Platz im Patrouillenlauf sowie auf den ersten Rang im Mannschaftslauf über 30 km. In den folgenden Jahren wurde er bei den Schweizer Meisterschaften 1946 Vierter über 50 km und bei den Schweizer Meisterschaften 1947 jeweils Dritter über 18 km und 50 km und erreichte damit seine beste Platzierung bei Schweizer Meisterschaften. In der Saison 1947/48 belegte er bei den Schweizer Meisterschaften 1948 den vierten Platz und in St. Moritz bei seiner einzigen Teilnahme an Olympischen Winterspielen den 19. Rang im 50-km-Lauf. Bei den Schweizer Meisterschaften 1949 lief er auf den sechsten Platz über 16 km und bei den Schweizer Meisterschaften 1954 auf den dritten Platz mit der Staffel der Grenzwachtkorps.